# BURN THE WITCH
『BURN THE WITCH』（バーン・ザ・ウィッチ）は、久保帯人による日本の漫画。『週刊少年ジャンプ』（集英社）2018年33号に掲載された読み切り作品を前日譚とし、2020年8月より同誌にてシリーズ連載が開始された。Season1は2020年38号から41号まで短期集中連載として連載された。略称は「BTW」。
ロンドンの裏側に広がる「リバース・ロンドン」を舞台に、ドラゴンと呼ばれる異形の存在と相対する魔女、魔法使いたちを描いたファンタジーアクション。ドラゴンを保護管理する機関「ウイング・バインド」の保護官である2人の魔女、ニニー・スパンコールと新橋のえるを中心に物語が展開される。
メディアミックスとしてアニメーションが制作されているほか、久保の前作『BLEACH』を原作としたゲーム『BLEACH Brave Souls』や企業とのコラボレーションも行われている。

## 登場人物
声の項はアニメ版の声優。

### 笛吹き隊（パイパーズ）
ニニー・スパンコール
声 - 田野アサミ
主人公の1人。笛吹き隊に所属するウイング・バインド2等保護官の魔女（ウィッチ）。表ロンドン（フロント・ロンドン）では、アイドルグループ「セシルは2度死ぬ（セシル・ダイ・トゥワイス）」のリーダー。後輩であるのえるからは「ニニーちゃん」と呼ばれている。
勝ち気な性格であり、戦術隊（サーベルズ）へ転属することを望んでいる。
新橋 のえる（ニイハシ のえる）
声 - 山田唯菜
主人公の1人。笛吹き隊に所属するウイング・バインド1等保護官の魔女。表ロンドンではサウス・ブラクストン校の学生。17歳。ロンドン生まれ。ニニーからは「ニーハ」と呼ばれている。
クールでマイペースな性格であり、笛吹き隊の仕事を気に入っている。
バルゴ・パークス
声 - 土屋神葉
サウス・ブラクストン校に通う学生。後輩ののえるに好意を寄せている。親友になりすましていた覆面竜（ディスガイザー）に襲われたことで、ドラゴンを呼び寄せる体質「ドラゴン憑き」となり、ニニーとのえるの保護下に置かれる。
ドラゴン憑きの体質を危険視した上層部により討伐対象に指定されるが、シンデレラの討伐後、その強力な体質が童話竜（メルヒェンズ）討伐の切り札となる可能性を期待され、討伐対象から解除される。
オスシちゃん
声 - 引坂理絵
バルゴが拾い、溺愛している子犬。覆面竜がなりすましている。バルゴに危機が迫ったときなどに突然ドラゴンのハネを出す。
チーフ（ビリー・バンクスJr.）
声 - 平田広明
笛吹き隊の主任（チーフ）であり、ニニーとのえるの上司。昼行灯な性格で、部下のニニーたちからは邪険に扱われている。戦術隊に異動となったが、ふたたび笛吹き隊へ復帰している。
戦術隊の長官サリバン・スクワイアから高く評価されており、スクワイアはシンデレラを討伐したチーフを「英雄の息子」と称している。
メイシー・バルジャー
声 - 早見沙織
ニニーと同じアイドルグループ「セシルは2度死ぬ（セシル・ダイ・トゥワイス）」の元メンバー。感情の起伏が激しく、大好きなニニーのことになると、奇矯な言動に走ることがある。グループではクールビューティーなキャラクターとして活躍していたが、自分らしさを体現できず、表ロンドンで見つけたドラゴン「エリー」の存在に依存していた。ブルーノ・バングナイフに導かれ、エリーとともにリバース・ロンドンに現れる。
その実は表ロンドンでときどき生まれる極めて高い魔力を持った人間「竜を見る者（ウォッチャー）」。シンデレラの討伐後、軽度のドラゴン憑きであることが分かり、笛え吹き隊の保護下に置かれる。

### トップ・オブ・ホーンズ
ウイング・バインドの最高意志決定機関であり、8つの部隊の長官たちによって構成される。
ブルーノ・バングナイフ
声 - 小林親弘
魔陣隊（インクス）の長官。気性が激しい性格の魔法使い（ウィザード）。
ロンドンの街を守ることに強い使命感を持っており、リバース・ロンドンにダークドラゴンを呼び寄せてしまったドラゴン憑き・バルゴの討伐を推し進める。バルゴの身柄引き渡しを巡りニニーたちと対立するが、シンデレラ討伐後はバルゴの体質に有用性があることを認め、自らバルゴの害竜指定解除申請を行った。
ロイ・B・ディッパー
声 - 田中美央
呪歌隊（アンセムズ）の長官。
キュントナイア・ミリーヴ
聖務隊（セイクリッズ）の長官。
トロンボーン・タッキネン
笛吹き隊（パイパーズ）の長官。
サリバン・スクワイア
声 - 清水はる香
戦術隊（サーベルズ）の長官。
サカ・リン
開発隊（パッチワークス）の長官。
ハリー・シェイク
経理隊（ビリオネアズ）の長官。
ウルフギャング・スラッシュハウト
声 - 麦人
人事神罰隊（ギャロウズ）の長官。

### その他
セルビー
声 - 木村昴
バルゴの幼馴染であり、親友。7歳のときに死亡しており、覆面竜がなりすましていた。

## 用語
リバース・ロンドン
表ロンドンの裏側に広がる街。表ロンドンの住人は、リバース・ロンドンのことを「おとぎ話の街」だと思っており、その存在を信じていない。読み切り版では、電話ボックスが表ロンドンとリバース・ロンドンを結ぶ移動手段として描かれている。
自然ドラゴン保護管理機関「ウイング・バインド」
ドラゴンの保護と管理を担当する機関。通称「WB」。「尸魂界・西梢局（ソウル・ソサエティ・ウエスト・ブランチ）」とも呼ばれる。魔女・魔法使いが所属している。ドラゴンに接触できない人々に代わってドラゴンの放牧と収穫を担当する笛吹き隊や、ダークドラゴンの退治を担当する戦術隊といった部隊が存在する。
ドラゴン（ライトドラゴン）
リバース・ロンドンの住人だけが視認できる異形の存在。遙か昔からロンドンにおける全死因の72パーセントに関わっており、リバース・ロンドンの住人たちが保護と管理を請け負っている。市民とドラゴンの双方を守るため、ドラゴンへの直接接触は、試験をパスした魔女・魔法使いと呼ばれる有資格者のみに許される。違反者はドラゴン接触禁止法により、禁錮100年または死刑となる。ドラゴンは種によってさまざまな形状や性質をもち、そのほとんどがリバース・ロンドンの資源として用いられる。
ダークドラゴン
人間と接触することで、徐々に負の感情を吸収し、攻撃的になったドラゴン。人語を喋るほど知能が高く、強い好奇心から能動的に人間を襲い殺害することもあるため、例外なく駆除対象となる。
ドラゴン憑き
長期間ドラゴンに接触することで罹患する病気。罹患するとドラゴンを強力に呼び寄せてしまう体質となる。生物学上はドラゴンとして扱われる。
童話竜（メルヒェンズ）
童話になぞらえた名前がつけられた7頭の竜。リバース・ロンドンの誕生前から存在しているとされ、強大な力を持つ。「ダークドラゴンの始祖」、「邪竜指定」、「永久討伐対象」、「存在不詳の人類の敵」などと呼ばれる。
シンデレラ
童話竜の1頭。月光で羽化し、夜間のみ成竜になる。名前の由来は、夜間のみ成長する生態と、興奮した際に撒き散らす「星灰（スターアッシュ）」と呼ばれる粉末から。
メイシーが育てたドラゴンのエリーが羽化し、シンデレラとなった。

## 作風
本作の舞台は、読み切り版において久保の前作『BLEACH』と同じ世界線にあることが示唆されている。
ライターのこもとめいこ♂によると、本作では「久保らしいダークな世界観」を背景とした物語が描かれている。その一方で、主人公であるニニー・スパンコールと新橋のえるの存在が、「本作をダークファンタジーではなく、ジャンプ作品らしい、明るさとユーモアを兼ね備えたエンタメに昇華させている」という。また、魔女やドラゴンといったファンタジー要素を現代のロンドンに巧みに重ね合わせており、読者が知らず知らずのうちに物語に没入できる構成になっていると指摘している。

## 制作背景
2018年3月5日、集英社にて行われた『週刊少年ジャンプ』創刊50周年を記念する新連載および新企画の発表会「週刊少年ジャンプ50周年〜その先へ〜」において、同誌編集長の中野博之が、久保による新作読み切りの準備が進行中であることを明かした。その後、本作は『週刊少年ジャンプ』の創刊50周年を記念する読み切り作品として、同誌2018年33号にて発表された。制作に当たっては、企画段階で編集長から「新しい作品も読みたいんですけど、『BLEACH』関連のマンガも見たいんですよね」という要望が示されたという。読み切り掲載後程なくしてアニメ化のオファーが寄せられたことから、久保は同作のシリーズ連載に向けた執筆を開始した。
その後、2020年3月21日にYouTube Live、Periscopeで配信された「BLEACH20周年プロジェクト&久保帯人新作発表会」にて、読み切り版を前日譚とした新エピソードのシリーズ連載化、劇場中編アニメーション化が発表された。久保は「ネームを渡してアニメ化してもらいつつ原稿も描く、というのは初めての経験で面白かったし、どちらも良いものになってんじゃないかなーと思います」とコメントを寄せた。「Season1」は『週刊少年ジャンプ』にて2020年38号から41号までの短期集中連載（全4回）として連載され、41号では「Season2」の制作が告知された。

## 社会的評価

### 批評
ライターの島田一志は、本作の主人公であるニニー・スパンコールと新橋のえるについて、従来の漫画作品では人気のある脇役として位置づけられるタイプのキャラクターであると分析し、「そんな彼女らを『ふたりでひとり』のバディとして組ませて、あえて物語の中心に置いたおもしろさが本作にはあるように思える」と評している。そのうえで、島田は作中におけるふたりの魅力について次のように述べている。
また、島田はニニーのセリフから、「自分の道は自分で切り開いていく『強さ』を感じ取ることができる」とも述べている。
ライターのSYOは、本作と『ハリー・ポッター』シリーズ、『ファンタスティック・ビースト』シリーズの設定に共通する要素が見られることを指摘し、「久保帯人 meets 『ハリー・ポッター』的なワクワク度を感じられる」と評している。また、SYOは本作と同時進行で制作された劇場アニメについて、「入念な仕込みと、チームワークによって作り出された一作。まさに『マンガとアニメの完璧な同時展開』といえるプロジェクト」と称賛している。
ライターの志田英邦は、「魔女というファンタジックな存在と現代ロンドンというリアルな世界のミクスチャーが本作の最大の魅力」であると評している。
本作は「マンガ大賞2021」の一次選考作品に選ばれた。推薦した選考員は、「1巻目なのにもう3巻くらい読んだ感じのストーリーの厚さ」と評している。

### 売上
オリコンの調べによると、本作のコミックス第1巻は発売初週に86,066部、2週目に68,810部の推定売上部数を記録し、週間コミックランキングでそれぞれ第5位にランクインした。3週目の推定売上部数は29,265部であり、推定累積売上部数は184,141部となった。
日本出版販売のWebメディア「ほんのひきだし」が発表した2020年の「コミックス第1巻 年間売上ランキング」では、第3位を獲得している。

## 書誌情報
- 久保帯人 『BURN THE WITCH』 集英社〈ジャンプ・コミックス〉、既刊1巻（2020年10月2日現在）
  1. 「DON'T JUDGE A BOOK BY ITS COVER」 2020年10月7日第1刷発行（2020年10月2日発売[54]）、ISBN 978-4-08-882428-4

## アニメ
「Season1」を原作とする劇場中編アニメーション『BURN THE WITCH』（『season1』）は、2020年10月2日より新宿ピカデリーほか全国35館の劇場にて2週間限定でイベント上映された。また、同日より劇場上映版を全3話に編集した配信版の世界同時配信がスタートし、日本国内ではAmazon Prime VideoおよびひかりTVにて、日本国外ではCrunchyrollほかにて配信された。
『週刊少年ジャンプ』50周年記念号に掲載された読み切り作品をアニメ化した『BURN THE WITCH #0.8』（バーンザウィッチ ゼロポイントエイト）は、2023年12月30日より日本国内ではPrime VideoおよびLeminoにて、日本国外ではCrunchyrollほかにて世界同時配信された。また、同日にはテレビ東京およびBSテレ東にて『season1』とともにシリーズ初のテレビ放送が実施された。

### スタッフ
|                               | season1                           | #0.8                              |
| ----------------------------- | --------------------------------- | --------------------------------- |
| 原作                          | 久保帯人                          | 久保帯人                          |
| 監督                          | 川野達朗                          | 川野達朗                          |
| 副監督                        | 清水勇司                          | N/A                               |
| キャラクターデザイン          | 山田奈月                          | 山田奈月                          |
| ドラゴンデザイン              | 大倉啓右                          | 川野達郎、山田奈月                |
| プロップデザイン              | 山田奈月                          | 山田奈月                          |
| 美術デザイン                  | 川野達朗、清水勇司                | 琴乃                              |
| 原画作画監督                  | N/A                               | 川野達郎                          |
| 美術監督                      | 稲葉邦彦                          | 稲葉邦彦                          |
| 色彩設計                      | 田中美穂                          | 田中美穂                          |
| 背景                          | スタジオコロリド美術部            | スタジオコロリド美術部            |
| 3DCG制作                      | チップチューン                    | ピーキーズ                        |
| CGディレクター                | さいとうつかさ                    | 仲座知弥                          |
| CGプロデューサー              | 根本繁樹                          | N/A                               |
| 撮影監督                      | 東郷香澄                          | 福田光                            |
| 撮影                          |                                   | EOTA撮影ユニット                  |
| オフライン編集                | 木南涼太                          | 木南涼太                          |
| 音響監督                      | 三好慶一郎                        | 三好慶一郎                        |
| 音響効果                      | 八十正太                          | 八十正太                          |
| 音楽                          | 井内啓二                          | 堤博明                            |
| 音楽制作                      | バンダイナムコアーツ              | バンダイナムコミュージックライブ  |
| 音楽プロデューサー            | 吉江輝成                          | 小野可織                          |
| チーフプロデューサー          | 菊川裕之、藤尾明史                | 菊川裕之、藤尾明史                |
| チーフプロデューサー          | 吉江輝成、藤山直廉                |                                   |
| プロデューサー                | 新井絃太、末吉孝充                | 新井絃太、末吉孝充                |
| プロデューサー                | 藤山直廉                          | 小野可織、今川華蓮                |
| アニメーション プロデューサー | 加治屋敏雄                        | 加治屋敏雄                        |
| アニメーション プロデューサー | 真鍋華那                          |                                   |
| アニメーション制作            | teamヤマヒツヂ / スタジオコロリド | teamヤマヒツヂ / スタジオコロリド |
| 配給                          | 松竹ODS事業室                     | N/A                               |
| 製作                          | 「BURN THE WITCH」製作委員会      | 「BURN THE WITCH」製作委員会      |

### 制作

#### 沿革
2020年3月21日にYouTube Live、Periscopeで配信された「BLEACH20周年プロジェクト&久保帯人新作発表会」にて劇場中編アニメーション化が発表された。また、メインスタッフや一部キャスト陣も発表され、ティザーPVが公開された。同年8月24日には上映および配信日、追加キャストが発表され、同年9月14日には主題歌情報が発表された。
『甲鉄城のカバネリ』でアクション作画監督を担当した川野達郎が監督を務め、川野がスタジオコロリド内で結成したアニメーションチーム・teamヤマヒツヂが制作した。ナレーションはよのひかりが担当した。
2023年9月16日、テレビアニメ『BLEACH 千年血戦篇-訣別譚-』の放送後に『BURN THE WITCH #0.8』のアニメ化が発表され、ティザーPVが公開された。また、監督、制作スタジオ、キャスト陣の続投が発表された。同年10月23日には配信および放送日、メインスタッフ、追加キャスト、主題歌情報が発表された。

### 主題歌
主題歌は「『BURN THE WITCH』の世界観をサウンドから具現化するために結成された音楽ユニット」のNiLが担当している。
「Blowing」
劇場中編アニメーションの主題歌。作詞はミズノゲンキ、作曲・編曲は睦月周平。
原作の久保は主題歌の選定について、「曲とボーカルの方の候補を出していただいて、その中でどれがいいかを決めたっていう形です」「基本的には監督や音響監督が推していたものと一致していたので、すんなり決まりました」と語っている。また、監督の川野は「ニニーに聞こえたらいいなと思ってボーカルを選んだ」と説明している。
「PROVE」
『BURN THE WITCH #0.8』の主題歌。作詞は岡嶋かな多・Jamesy Minimal、作曲・編曲は塚田耕平。
NiLはこの曲について、「BTWの世界観がより広がるように、沢山楽曲に向き合ってまた前回とは違う雰囲気をつくることができました」と述べている。

### 各話リスト
| 話数              | サブタイトル                                  | 脚本              | 絵コンテ                            | 演出                                       | 作画監督                                                     | ドラゴン作画監督  | 総作画監督        | 初配信日          |                   |                   |                   |                   |                   |                   |                   |                   |                   |                   |                   |                   |                   |                   |                   |                   |
| season1（配信版） | season1（配信版）                             | season1（配信版） | season1（配信版）                   | season1（配信版）                          | season1（配信版）                                            | season1（配信版） | season1（配信版） | season1（配信版） | season1（配信版） | season1（配信版） | season1（配信版） | season1（配信版） | season1（配信版） | season1（配信版） | season1（配信版） | season1（配信版） | season1（配信版） | season1（配信版） | season1（配信版） | season1（配信版） | season1（配信版） | season1（配信版） | season1（配信版） | season1（配信版） |
| ----------------- | --------------------------------------------- | ----------------- | ----------------------------------- | ------------------------------------------ | ------------------------------------------------------------ | ----------------- | ----------------- | ----------------- | ----------------- | ----------------- | ----------------- | ----------------- | ----------------- | ----------------- | ----------------- | ----------------- | ----------------- | ----------------- | ----------------- | ----------------- | ----------------- | ----------------- | ----------------- | ----------------- |
| #1                | Witches Blow a New Pipe                       | 涼村千夏          | 川野達朗 清水勇司 増田惇人          | 川野達朗 清水勇司 増田惇人 間崎渓          | 山田奈月 大倉啓右 渡邊暁子                                   | -                 | -                 | 2020年 10月2日    |                   |                   |                   |                   |                   |                   |                   |                   |                   |                   |                   |                   |                   |                   |                   |                   |
| #2                | Ghillie Suit / She Makes Me Special           | 涼村千夏          | 川野達朗 清水勇司 増田惇人 大倉啓右 | 川野達朗 清水勇司 増田惇人 間崎渓 柴山智隆 | 加藤ふみ 山田奈月 大倉啓右 村山正直 薮本数彦 石川準 篠田貴臣 | -                 | -                 | 2020年 10月2日    |                   |                   |                   |                   |                   |                   |                   |                   |                   |                   |                   |                   |                   |                   |                   |                   |
| #3                | If a lion could speak, we couldn't understand | 涼村千夏          | 川野達朗 清水勇司 増田惇人 大倉啓右 | 川野達朗 清水勇司 柴山智隆 増田惇人        | 渡邊暁子 山田奈月 藤巻祐一 石川準 黄捷 薮本数彦 岩崎将大     | -                 | -                 | 2020年 10月2日    |                   |                   |                   |                   |                   |                   |                   |                   |                   |                   |                   |                   |                   |                   |                   |                   |
| #0.8              |                                               |                   |                                     |                                            |                                                              |                   |                   |                   |                   |                   |                   |                   |                   |                   |                   |                   |                   |                   |                   |                   |                   |                   |                   |                   |
| #0.8              | Don't Judge A Book By Its Cover               | 岸本卓            | 川野達朗 渡辺暁子                   | 川野達朗 渡辺暁子 湯徳遥 石田祐康          | 山田奈月 大倉啓右 渡邊暁子                                   | 坂口歌菜子        | 山田奈月          | 2023年 12月30日   |                   |                   |                   |                   |                   |                   |                   |                   |                   |                   |                   |                   |                   |                   |                   |                   |

### Blu-ray
劇場中編アニメーションのBlu-rayは、コレクターズエディション（初回限定生産）、通常版、特装限定版の3形態で発売された。コレクターズエディションは2020年10月2日より上映劇場にて先行販売されたのち、同年12月24日にA-on STOREにて限定販売された。通常版および特装限定版は同年12月24日に一般発売された。
各版共通のディスクには、全3話の配信版本編映像、メインキャストと監督・川野達郎によるオーディオコメンタリーなどが収録された。コレクターズエディションには、原作・久保帯人による描き下ろしBOX、劇場上映版本編映像を収録した特典ディスク、絵コンテ集、原画集、久保による描き下ろしイラストカードコレクションが付属された。また、コレクターズエディションと特装限定版には、共通のキャラクターデザイン・山田奈月による描き下ろしデジジャケット、オリジナルサウンドトラックCD、特製ブックレットが付属された。
| 発売日         | 規格品番                 | 規格品番  | 規格品番   |
| 発売日         | コレクターズエディション | 通常版    | 特装限定版 |
| -------------- | ------------------------ | --------- | ---------- |
| 2020年12月24日 | BCXM-1588                | BCXA-1556 | BCXA-1557  |

### 関連書籍
設定資料集
- 『BURN THE WITCH Animation Works』2021年3月26日発売、A4判

### Web番組
劇場中編アニメーションの公開に先駆け、2020年9月28日にYouTube「バンダイナムコアーツチャンネル」のYouTube Liveおよび「アニメ『BURN THE WITCH』公式」TwitterのPeriscopeにて『BURN THE WITCH 公開直前生放送』が配信された。同番組には田野アサミ（ニニー・スパンコール 役）、山田唯菜（新橋のえる 役）、土屋神葉（バルゴ・パークス 役）、引坂理絵（オスシちゃん 役）、小林親弘（ブルーノ・バングナイフ 役）が出演し、平田広明（チーフ 役）がMCを務めた。番組内では来場者特典など映画の最新情報が発表された。
『BURN THE WITCH #0.8』の配信に先駆け、2023年10月23日にYouTube「ジャンプチャンネル」にて久保の作品に関する情報を発信する配信番組『「Krew beInside」』第2回がプレミア公開された。同回には久保のほか、週刊少年ジャンプ編集部担当編集、川野達朗（監督）、田野アサミ、山田唯菜、土屋神葉が出演し、松澤千晶がMCを務めた。

### イベント
2020年10月2日に新宿ピカデリーにて田野アサミ、山田唯菜、土屋神葉、引坂理絵、小林親弘による劇場中編アニメーションの初日舞台挨拶が行われた。
2021年3月20日にツイキャスにて「劇場アニメ『BURN THE WITCH』設定資料集『BURN THE WITCH Animation Works』発売記念teamヤマヒツヂ / スタジオコロリドスタッフ&小林親弘トークイベント」が有料配信された。同イベントには川野達朗、小林親弘のほか、teamヤマヒツヂ / スタジオコロリドのスタッフが出演した。
2022年5月6日、7日にスタジオコロリドの設立10周年を記念したオンライン映画祭が開催された。同映画祭の一環として、『season1』の第1話がツインエンジン公式YouTubeチャンネルにて期間限定配信された。
『雨を告げる漂流団地』の公開を記念し、2022年8月27日から9月1日までグランドシネマサンシャイン池袋にて「スタジオコロリド過去作上映ウィーク」が開催された。8月28日には劇場中編アニメーション『BURN THE WITCH』が上映された。

### コラボレーション
2020年9月16日から10月19日まで、アニメイトカフェスタンドHareza池袋にてコラボカフェが開催された。本作の世界観やキャラクターをイメージしたコラボメニューがテイクアウトで提供されたほか、アニメイトカフェ限定の描き下ろしイラストを使用したオリジナルグッズが販売された。
2020年10月2日から11月15日まで、全国のアニメイトカフェグラッテ（渋谷・吉祥寺パルコ・仙台・大阪日本橋・岡山）にてコラボカフェが開催された。本作のキャラクターがプリントされたグラフィックラテやアイシングクッキーが提供された。
KLabが配信するゲーム『BLEACH Brave Souls』とのコラボイベントが2020年10月17日より開催された。『gamebiz』によれば、翌10月18日には同ゲームのApp Storeにおける売上ランキング（ゲームカテゴリー）が前日の252位から24位と大幅にランクアップしたという。2023年9月時点で本作とのコラボイベントは第5弾まで開催されている。
2020年12月4日から12月17日まで、A3が運営する池袋のカフェ「GraffArtCAFE」にてコラボカフェが開催された。また、池袋P'PARCO内の「A3 Store」および東京キャラクターストリートではポップアップストアが同時展開された。
2020年12月4日から12月29日まで、テイクアウトドリンク専門店「きゃらドリ!!」（秋葉原本店・大阪日本橋店）にてコラボカフェが開催された。本作のキャラクターをイメージしたコラボドリンクが提供されたほか、ちびキャラが描かれたオリジナルグッズが販売された。
ベイクルーズが運営する公式通販サイト「ベイクルーズストア」にて、同社が展開するセレクトショップ「JOURNAL STANDARD」とのコラボレーションが2021年7月2日より実施された。対象商品となるコラボレーションアイテムを受注期間中に予約すると、ノベルティとして描き下ろしイラストを使用した限定ブロマイドがプレゼントされた。